# Тенино (станция)
Те́нино — железнодорожная станция Северо-западного направления Северной железной дороги на ветке Ярославль — Рыбинск, расположенная в Ярославском районе Ярославской области. Открыта в 1898 году.
От станции Тенино отходил подъездной путь, ведущий к Норскому, к месту бывшей железнодорожной понтонной переправы на Дудкино. До перестройки начали строить и другое ответвление, которое планировалось использовать для объезда Ярославля с запада и соединить с дорогой Москва-Ярославль в Козьмодемьянске. Была построена насыпь, но рельсов на ней никогда не было. В 2023 - начале 2024 года, в связи со строительство ЖК "Норские резиденции", подъездной путь к бывшей понтонной переправе через Волгу был частично разобран. 
В пригороде Ярославля около станции Тенино расположена Ярославская ТЭС (теплоэлектроцентраль, Хуадянь-Тенинская ТЭЦ).